# Återvall
Återvall is een plaats (tätort) in de gemeente Värmdö in het landschap Uppland en de provincie Stockholms län in Zweden. De plaats heeft 205 inwoners (2005) en een oppervlakte van 36 hectare. De plaats ligt op het eiland Ingarö, dat via een brug met het vasteland is verbonden. De plaats ligt aan het meer Återvallsträsket en wordt omringd door landbouwgrond, bos en rotsen. Stockholm ligt op ongeveer twintig kilometer van de plaats.